# Villeta
Villeta ist eine Hafenstadt und Distrikt im Departamento Central in Paraguay mit etwa 39.100 Einwohnern. Sie liegt am Río Paraguay, 34 km südlich von Asunción.

## Geschichte
Der Ort wurde am 5. März 1714 von Gouverneur Juan Gregorio Bazán de Pedraza als San Felipe de Borbón en el Valle del Bastán en los Campos del Guarnipitán gegründet. Am 16. Mai 1884 wurde die Gemeinde Villeta geschaffen. Am Ende des 19. Jahrhunderts gehörte der Hafen von Villeta bereits zu den bedeutendsten des Landes. Von hier wurden Agrarerzeugnisse wie Orangen exportiert. Während des Chaco-Kriegs  siedelte sich im Jahr 1933 die erste Industrie an, eine Baumwollfabrik.

## Wirtschaft
Villeta ist eine der wichtigsten Hafenstädte Paraguays. Am 31. Oktober 2018 wurde ein neues Hafenterminal mit einer Größe von 19 Hektar und Stellplätzen für über 7000 Container eingeweiht. Es befindet sich am Kilometerstand 1.578 des Río Paraguay an einer strategisch günstigen Stelle, welche die dauerhafte Navigation auch bei Niedrigwasser erlaubt. Für Schiffe aus Buenos Aires und Montevideo ist er der erste Anlaufhafen in der Region Asunción. Des Weiteren gibt es in der Stadt 69 Unternehmen u. a. der Holzverarbeitung, der Biodieselherstellung, der Chemieindustrie, der Zement- und Papierherstellung sowie eine Schiffswerft.

## Bildung
In Villeta gibt es zwei Universitäten:
- Universidad Técnica de Comercialización y Desarrollo (UTCD)
- Universidad Politécnica y Artística del Paraguay (UPAP)

## Söhne und Töchter der Stadt
- Alicio Solalinde (* 1952), Fußballspieler und -trainer